# Vasco Cabral

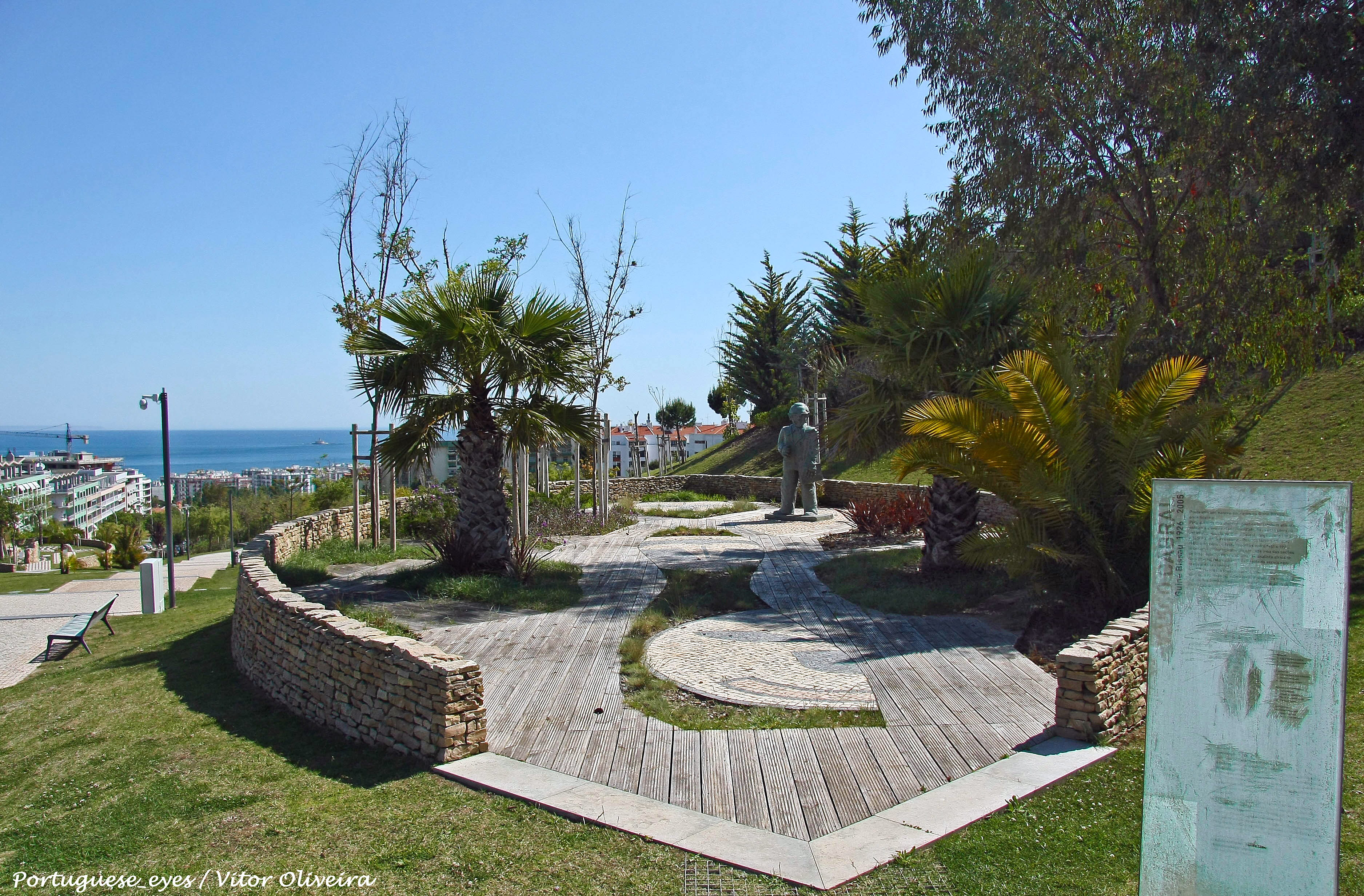
Estatuas de poetas en Portugal, Vasco Cabral

Vasco Cabral (Farim, 1926-Bisáu, 24 de agosto de 2005) político y escritor de Guinea-Bisáu. Fue ministro de economía y finanzas, de justicia y vicepresidente de Guinea-Bisáu
Estudió en la Universidad Técnica de Lisboa, fue opositor al régimen salazarista y fue detenido en 1953. Fue fundador del PAIGC (Partido Africano para la Independencia de Guinea y Cabo Verde).

## Obra
- A luta é a minha primavera, 1981 (poesía)